# اريك فرنسيس
اريك فرنسيس (بالإنجليزية: Eric Francis)‏ هو مصور ومؤلف وصحفي أمريكي، ولد في 1 مارس 1964 في بروكلين في الولايات المتحدة.

## وصلات خارجية
- الموقع الرسمي